# GOLD SYMPHONY
《GOLD SYMPHONY》（黃金樂章）是AAA的第9張原創專輯。於2014年10月1日發行。唱片公司為avex trax。

## 概要
- 與上一張混音專輯「Driving MIX」相距約10個月。與上一張原創專輯「Eighth Wonder」相距約1年零1個月。
- 收錄第39張單曲「Love」至第42張單曲「說再見之前」的3首A面曲（第40張單曲A面曲《SHOW TIME》並沒有收錄），以及B面曲「CIRCLE」、「微風徐徐的夏日記憶」、「Next Stage」和新曲「HANDs」等，共11首曲目。
- 新曲「SHOUT & SHAKE」是ALPEN「衝撃スノーボードバーゲン」的電視廣告歌曲。
- 新曲「HANDs」是讀賣電視連續劇「特防部 警察廳特殊防犯課」主題曲。
- 新曲「V.O.L」是「Geo World VIP」電視廣告歌曲
- 本作的標題「GOLD SYMPHONY」取自全國巡迴演唱會「AAA ARENA TOUR 2014 -Gold Symphony-」的標題，並以「邁入出道9周年，AAA成員向貝多芬《第9號交響曲》致敬」及「AAA成員各自的特性與每一首歌曲，都如同交響樂般地融合為一」而定立。
- 本作分「初回限定盤（Jacket A CD+DVD+Goods）」、「Jacket B CD+DVD」、「Jacket C CD盤」3種版本。
- 「初回限定盤」收錄了「Love」、「微風徐徐的夏日記憶」、「說再見之前」等4首歌曲的PV和製作花絮（Making）。
- 在10月13日於公信榜專輯週排行榜取得第1位，成為AAA出道以來第3張公信榜每周銷量排名第一的專輯，亦是繼「Eighth Wonder」後第二張第1位的原創專輯。
- 此專輯於10月1日、2日、3日、4日、5日於日本ORICON公信榜專輯日間排行榜取得第1位。

## 收錄內容

### CD（初回限定盤・CD盤）
1. Intro -GOLD SYMPHONY-
（作曲・編曲：ats-）
2. Next Stage
（作詞：leonn / Rap詞：Mitsuhiro Hidaka / 作曲：Kenji Kabashima, SugayaBros.）
42nd單曲・富士電視台週六Premium動畫「ONE PIECE "3D2Y" 跨越艾斯之死！路飛與夥伴的誓言」的主題曲
「告別之前」的B面曲
3. SHOUT & SHAKE
（作詞：KAJI KATSURA、ラップ詞：Mitsuhiro Hidaka、作曲：APAZZI）
ALPEN「衝撃スノーボードバーゲン」的電視廣告歌曲
4. CIRCLE
（作詞：Kenn Kato / Rap詞：Mitsuhiro Hidaka / 作曲：Elizabeth, Jihoo）
40th單曲
「SHOW TIME」的B面曲
5. HANDs
（作詞：Kenn Kato / Rap詞：Mitsuhiro Hidaka / 作曲：五戸力 / 編曲：ats-）
讀賣電視連續劇「特防部 警察廳特殊防犯課」主題曲
6. Love
（作曲・作詞︰多胡 邦夫 / Rap詞：Mitsuhiro Hidaka）
39th單曲・日本紅十字會2014年捐血活動《二十歲的捐血》宣傳歌曲
7. V.O.L
（作詞：BOUNCEBACK、ラップ詞：Mitsuhiro Hidaka、作曲：Chris Hardin）
「Geo World VIP」的電視廣告歌曲
8. autumn orange
（作詞：KAJI KATSURA、ラップ詞：Mitsuhiro Hidaka、作曲：APAZZI）
9. 微風徐徐的夏日記憶（風に薫る夏の記憶）
（作詞：森月キャス、Rap詞：日高光啓、作曲：大西克巳、編曲：清水武仁）
41st單曲・伊藤洋華堂「COOL STYLE」和的電視廣告歌曲
「Wake up!」的B面曲
10. 說再見之前（さよならの前に）
（作詞：森月キャス、Rap詞：Mitsuhiro Hidaka 作曲：丸山真由子）
42nd單曲、伊藤洋華堂「Warm Style」、「Kent『Touch Tradition』」的電視廣告歌曲
11. Wake up!
（作詞：leonn、Rap詞：日高光啓、作曲・編曲：日比野裕史）
41st單曲・富士電視台動畫「ONE PIECE」（海賊王）的主題曲

### DVD
1. Love（Music Clip）
2. Wake up!（Music Clip）
3. 微風徐徐的夏日記憶（Music Clip）
4. 告別之前（Music Clip）
5. Love（Music Clip Making）
6. Wake up!（Music Clip Making）
7. 告別之前（Music Clip Making -Extended version-）